# Carlos Tamara
Carlos Tamara (ur. 15 marca 1983 w Sincelejo) – kolumbijski bokser, były zawodowy mistrz świata organizacji IBF w kategorii junior muszej (do 108 funtów).
Karierę zawodową rozpoczął w kwietniu 2005. Do końca 2007 stoczył dwadzieścia walk, z czego siedemnaście wygrał. 21 stycznia 2008 przegrał na punkty z Omarem Andrésem Narváezem pojedynek o tytuł mistrza świata federacji WBO w kategorii muszej. Następnie wygrał trzy kolejne pojedynki i stanął przed kolejną szansą zdobycia tytułu mistrza świata, tym razem organizacji IBF w kategorii junior muszej: 23 stycznia 2010 pokonał przez techniczny nokaut w dwunastej, ostatniej rundzie Briana Vilorię i odebrał mu pas mistrzowski.
Tytuł stracił już w pierwszej obronie, przegrywając w dniu 29 maja 2010 na punkty po niejednogłośnej decyzji sędziów z Luisem Alberto Lazarte. Tamara już w pierwszej rundzie doznał rozcięcia łuku brwiowego nad lewym okiem. Sędziowie punktowali w stosunku 115–113 i 116–112 na korzyść Lazarte oraz 115–113 na korzyść Tamary.